# 美國勞工部
美國勞工部（英語：United States Department of Labor），或稱美國勞動部，是美國聯邦政府行政部門之一，主管全國勞工事務，成立於1913年3月4日。

## 机构设置
美国劳動部设美国劳工部长（Secretary，行政等级第一级）、常务副部长（Deputy Secretary，行政等级第二级）、助理部长（Assistant Secretary，行政等级第四级〔相当于司局长级〕）三级官员。
机构、局、公司、中心、计划、图书馆和大学
- 国立劳工大学
- 劳工部警察
- 國際勞工事務局（英语：Bureau of International Labor Affairs）
- 勞工福利安全司（英语：Employee Benefits Security Administration）
- 勞動統計局
- 信仰和邻里伙伴关系中心
- 雇員保險金保障局（英语：Employee Benefits Security Administration）
- 職訓局
  - 就业工作团（英语：Job Corps）
  - 美国职位中心网络
    - 职业生涯一站
    - 美国职位中心
- 礦業安全及衛生局（英语：Mine Safety and Health Administration）
- 職業安全及衛生局（英语：Occupational Safety and Health Administration）
- 退伍軍人職訓局（英语：Veterans' Employment and Training Service）
- 工資及工時處（英语：Wage and Hour Division）
- 美國婦女事務局（英语：United States Women's Bureau）

委员会
- 行政審查委員會（英语：Administrative Review Board (Labor)）
- 福利檢討委員會（英语：Benefits Review Board）
- 雇員賠償申訴委員會（英语：Employees' Compensation Appeals Board）

办公室
- 安全办公室
- 能源办公室
- 国防办公室
- 退伍军人办公室
- 总法律顾问办公室
- 劳工办公室
- 商务办公室
- 伦理办公室
- 合规办公室
- 原住民事务办公室
- 农业办公室
- 住房和城市发展办公室
- 国土安全办公室
- 卫生办公室
- 劳工政策办公室
- 行政法规办公室
- 各州办公室
- 科学办公室
- 技术办公室
- 内政办公室
- 白宫联络办公室
- 公共事务办公室
- 教育办公室
- 民权办公室
- 财政办公室
- 运输办公室
- 司法办公室
- 应急管理办公室
- 劳工情报办公室
- 行政法法官辦公室

負責行政和管理的助理部長
負責政策的助理部長
- 管理办公室
- 行政办公室
- 通讯办公室
- 首席采购官办公室
- 首席信息安全官办公室
- 首席人力资本官办公室
- 首席人力资源官办公室
- 首席技术官办公室
- 劳工部长办公室
- 首席財務官辦公室
- 首席信息官辦公室
- 殘疾人就業政策辦公室
- 公眾參與辦公室
- 法務專員辦公室
- 國會與政府間事務辦公室
- 聯邦合同遵循項目辦公室（英语：Office of Federal Contract Compliance Programs）
- 勞工－管理標準辦公室（英语：Office of Labor-Management Standards）
- 工人賠償項目辦公室（英语：Office of Workers' Compensation Programs）
- 能源行业职业病赔偿项目监察员
- 維爾茨勞工圖書館

## 外部連結
- （英文）美國勞動部 （页面存档备份，存于）